# Saudi Arabian Airlines
Saudi Arabian Airlines (араб. الخطوط الجوية العربية السعودية) — флагманська авіакомпанія Саудівської Аравії зі штаб-квартирою в місті Джидда, що працює в сфері внутрішніх та міжнародних авіаперевезень за більш, ніж 90 напрямами країн Близького Сходу, Африки, Азії, Європи і Північної Америки. Під час Рамадану і Хаджу компанія обслуговує чартерні рейси в аеропорти Саудівської Аравії.
Портом приписки авіакомпанії і її головним транзитним вузлом (хабом) є міжнародний аеропорт імені короля Абдель Азіза в Джидді, трьома іншими хабами перевізника є регіональний аеропорт Абха, міжнародний аеропорт імені короля Халіда в Ер-Ріяді і міжнародний аеропорт імені короля Фахда в Даммамі, відкритий для комерційних операцій 28 листопада 1999. Авіакомпанія активно використовувала міжнародний аеропорт Дахран, однак потім інфраструктура порту була передана у ведення військово-повітряних сил країни і нині використовується як база ВПС.
Є членом Організації арабських авіаперевізників. Раніше авіакомпанія була найбільшим комерційним оператором регіону, але у зв'язку з бурхливим зростанням інших компаній, у 2006 році поступилася пальмою першості авіакомпанії Emirates Airline і Etihad Airways і в даний час займає третє місце серед усіх авіаперевізників ринку Близького Сходу.

## Історія

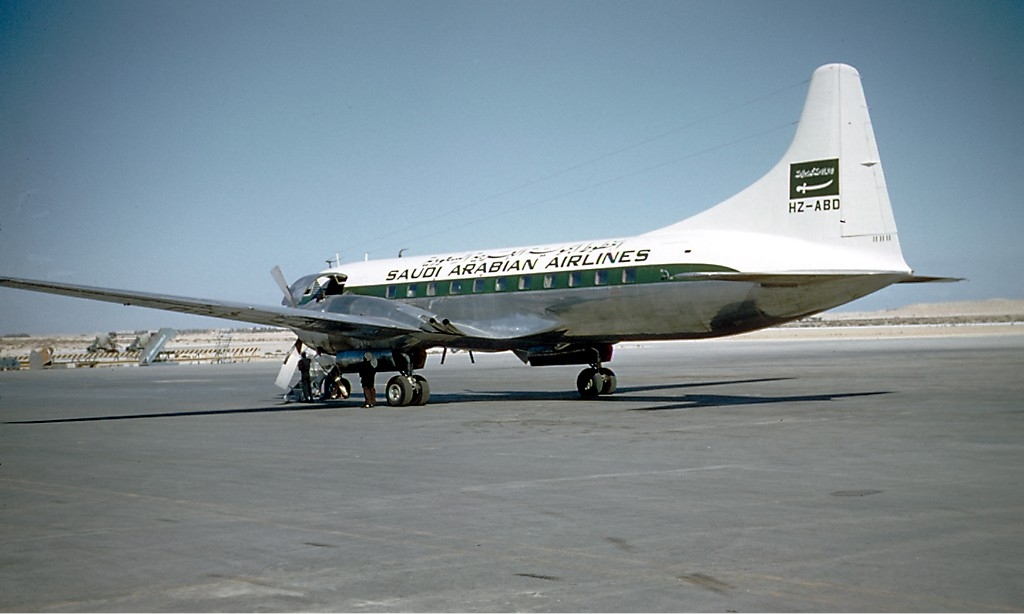
Convair 340 авіакомпанії Saudi Arabian Airlines в аеропорту Дахрана, 1959

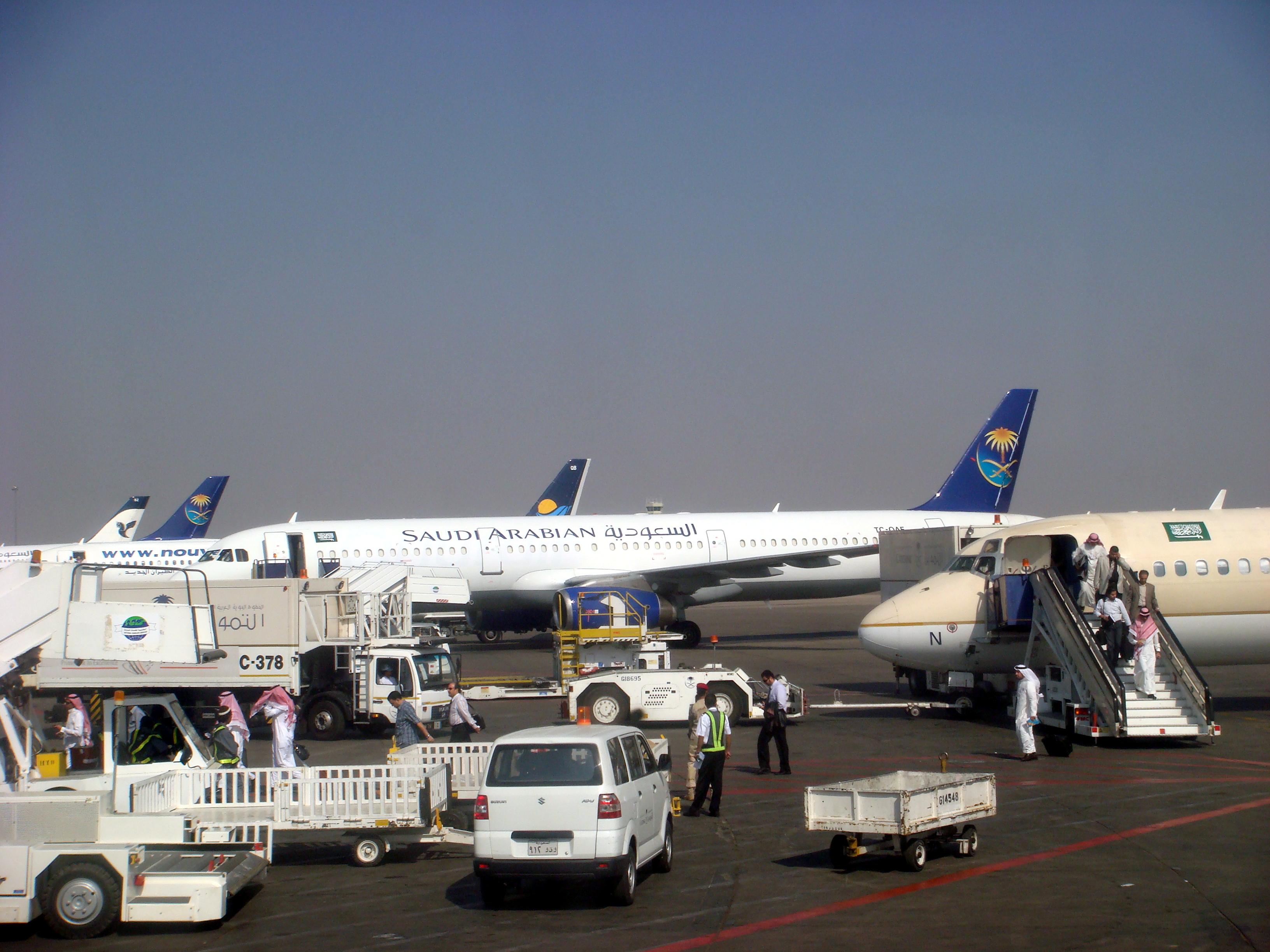
Літаки авіакомпанії Saudi Arabian Airlines в міжнародному аеропорту імені принца Мухаммеда Бін Абдул-Азіза

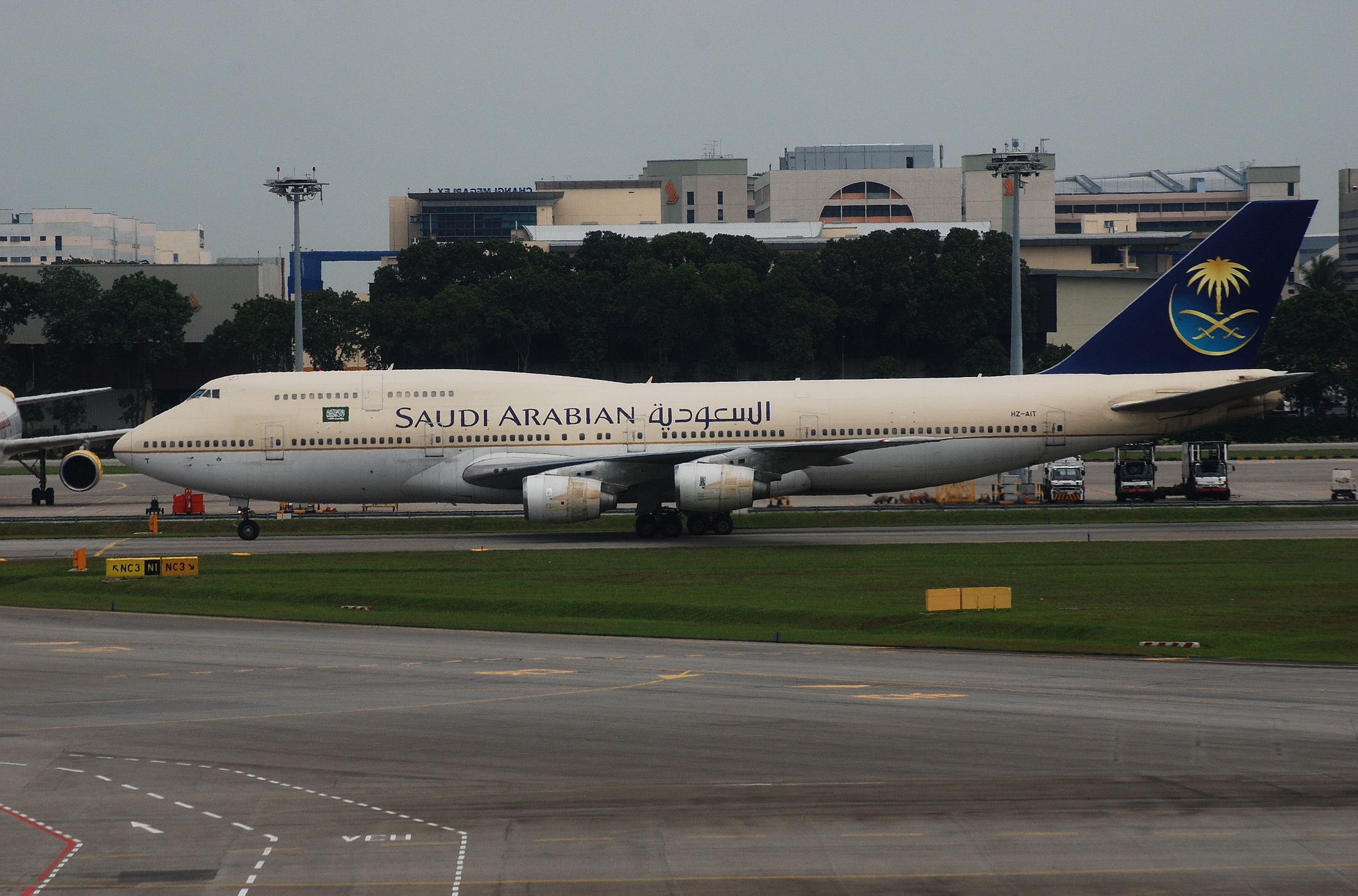
Boeing 747-368 авіакомпанії Saudi Arabian Airlines на рулюванні в міжнародному аеропорту Чангі (Сінгапур), 2007

Розвиток цивільної авіації в Саудівській Аравії сходить до президента США Франкліна Делано Рузвельта, який підніс у 1945 році як подарунок королю Абдель аль-Азізу Ібн Сауду турбогвинтовий літак Douglas DC-3. У вересні наступного року була утворена флагманська авіакомпанія Саудівської Аравії Saudi Arabian Airlines, яка повністю перебувала у власності держави, контролювалася Міністерством оборони країни, але вела операційну діяльність під управлінням менеджменту північно-американського перевізника Trans World Airlines.
Спочатку основною базою авіакомпанії був аеропорт Джидда-Кандара, який розташовувався у безпосередній близькості від центру міста. Серед перших маршрутів Saudi Arabian Airlines був спеціальний рейс з палестинського міста Лідда (нині — місто Лод в Ізраїлі і міжнародний аеропорт імені Бен Гуріона), організований за Британським мандатом для перевезення паломників, які вчиняють хадж, у Джидду. Для виконання регулярних рейсів авіакомпанія використовувала п'ять літаків DC-3, працюючи з березня 1947 між аеропортами Джидди і Ер-Ріяда, а також на своєму першому міжнародному маршруті між Джиддой і Каїром.
На початку 1948 запущений ще один міжнародний маршрут до Бейрута.
У 1949 повітряний флот авіакомпанії поповнився першим з п'яти замовлених лайнерів Bristol 170, що згодом дало змогу істотно розширити маршрутну мережу регулярних пасажирських і вантажних авіаперевезень.
Протягом 1950-х спостерігалося повільне, але постійне зростання компанії. Були відкриті нові регулярні маршрути в Стамбул, Карачі, Амман, Кувейт, Асмеру і Порт-Судан. Флот Saudi Arabian Airlines прийняв ще п'ять літаків DC-4 і перші свої лайнери з герметичними фюзеляжами — десять літаків Convair 340.
У 1959 в Джидді компанія відкрила власний центр по ремонту та сервісному обслуговуванню повітряних суден. Протягом цього десятиліття авіакомпанія встановила інтенсивне повітряне сполучення між Джиддою і Ер-Ріядом.
У 1962 придбала два літаки Boeing 720, ставши тим самим другим комерційним авіаперевізником Близького Сходу, розпочав експлуатацію реактивних пасажирських лайнерів (першою була Cyprus Airways, яка купила літаки De Havilland Comet). 19 лютого наступного року королем Саудівської Аравії Фейсалом був підписаний меморандум, згідно з яким Saudi Arabian Airlines ставала повністю незалежною комерційною компанією. Пізніше флот перевізника поповнився новими лайнерами DC-6 і Boeing 707, а сама SAA стала повноправним членом Організації арабських авіаперевізників. У 1965 році були відкриті регулярні маршрути між аеропортами Саудівської Аравії і портами в Шарджі, Тегерані, Бомбеї, Триполі, Тунісі, Рабаті, Женеві, Франкфурті та Лондоні.
У 1970-х змінила логотип, дизайн фарбування літаків, а 1 квітня 1972 змінила офіційну назву на Saudian'.
Поступово вводилися в експлуатацію нові лайнери Boeing 737 і Fokker F28, причому літаки 737-ї серії замінювали на регулярних напрямках Douglas DC-9. У другій половині десятиліття компанія встановила вантажне сполучення з Європою і придбала нові літаки Lockheed L-1011 і Fairchild FH-27. В тому ж періоді Saudian сформувала окремий підрозділ «Special Flight Services» (SFS) з метою обслуговування спеціальних рейсів для членів королівської сім'ї і співробітників державних установ країни. В кінці 1978 року були відкриті регулярні міжнародні маршрути в Рим, Париж, Маскат, Кано, Стокгольм, а 3 лютого наступного року Saudian запустила спільний з авіакомпанією Pan American регулярний рейс між Дахраном і Нью-Йорком.
У 1980-х Saudian продовжувала політику розширення діяльності по ряду напрямків: були відкриті регулярні маршрути в Афіни, Коломбо, Ніццу, Лахор, Брюссель, Дакар, Куала-Лумпур, Тайбей, Бангкок, Дакку, Могадішо, Найробі, Мадрид, Сінгапур, Манілу, Делі, Ісламабаді, Амстердам; початок роботу окремий підрозділ організації бортхарчування «Saudia Catering», на ряді літаків був організований сервіс бізнес-класу «Horizon Class». В аеропортах Брюсселя і Тайбея авіакомпанія відкрила два вантажних перевалочних складу. Флот компанії поповнився широкофюзеляжними лайнери Airbus A300 і Boeing 747, а підрозділ VIP-перевезень «SFS» отримало в розпорядження комфортабельні літаки Cessna Citation. У 1989 році маршрутна мережа регулярних перевезень розширилася напрямками в Ларнаку і Аддіс-Абебу.
У 1990 ввела в експлуатацію реактивні лайнери Boeing 777, MD-11 і MD-90, а також відкрила регулярні рейси в Орландо, Ченнаї, Асмеру, Вашингтон (округ Колумбія), Йоганнесбург, Олександрію, Мілан, Сану і сезонні у Малагу.
16 липня 1996 черговий раз змінила власний логотип і дизайн розмальовки літаків. З цього моменту фюзеляжі лайнерів забарвлювалися в пісочний, а їх хвостове оперення — контрастний синій колір зі стилізованим знаком королівського будинку по центру стабілізаторів. Одночасно з цим авіакомпанія повернула колишню офіційну назву Saudi Arabian Airlines, а також ввела нову форму для жінок-бортпровідників.
8 жовтня 2000 міністр оборони та авіації Саудівської Аравії принц Султан ібн Абдель Азіз ас-Сауд підписав контракт на проведення маркетингових досліджень щодо можливої приватизації авіакомпанії, при підготовці до якої було проведено ряд реструктуризаційних заходів щодо виведення непрофільних підрозділів (виробництво бортового харчування, сервіс наземного обслуговування, сервісне обслуговування і ремонт літаків та льотна академія в Джидді) зі складу авіаперевізника і перетворення їх в окремі комерційні компанії. У квітні 2005 року уряд країни зазначив, що флагманський перевізник в майбутньому може втратити монополію на частину регулярних рейсів в Саудівській Аравії і за її межами.

## Маршрутна мережа

### Партнерські відносини
Станом на листопад 2010 мала код-шерінгові угоди з такими авіакомпаніями:
- Air France (Sky Team)
- Ethiopian Airlines (Star Alliance)
- Etihad Airways
- Gulf Air
- Kuwait Airways
- MEA-Middle East Airlines (майбутній член альянсу Sky Team)
- SriLankan Airlines
- Yemenia

29 травня 2012 стала повноправним членом глобального авіаційного альянсу пасажирських перевезень SkyTeam.

## Флот

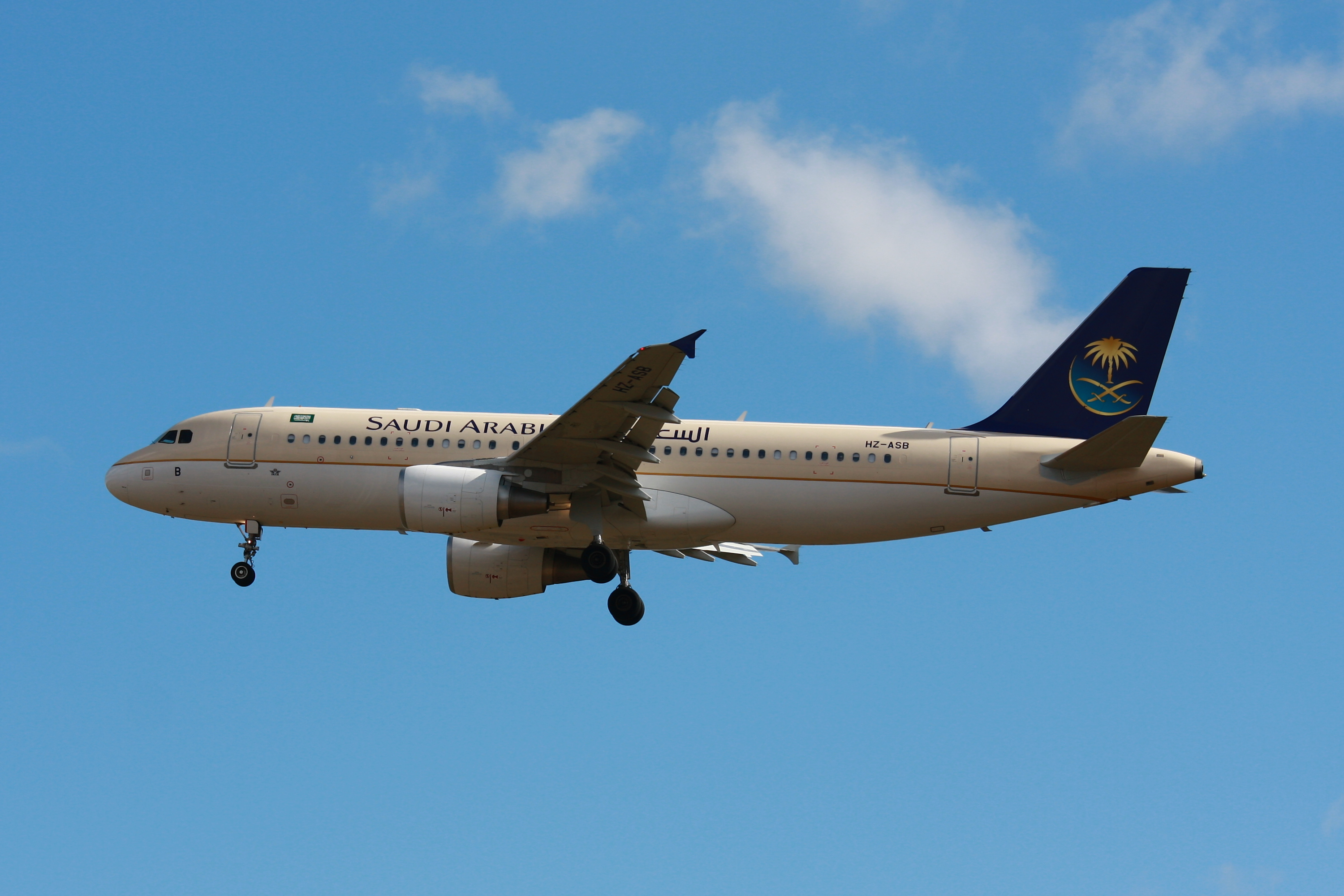
Airbus A320 авіакомпанії Saudi Arabian Airlines в заході на посадку в міжнародному аеропорту Дюссельдорфа (Німеччина), 2010 рік

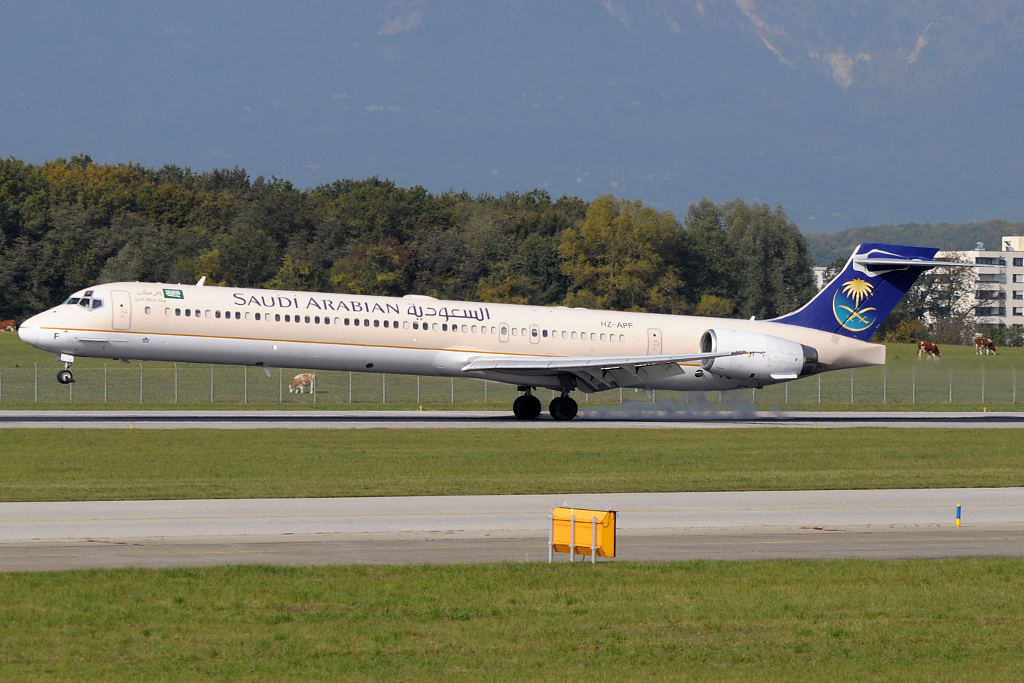
Посадка McDonnell Douglas MD-90 авіакомпанії Saudi Arabian Airlines в женевському міжнародному аеропорту (Швейцарія)

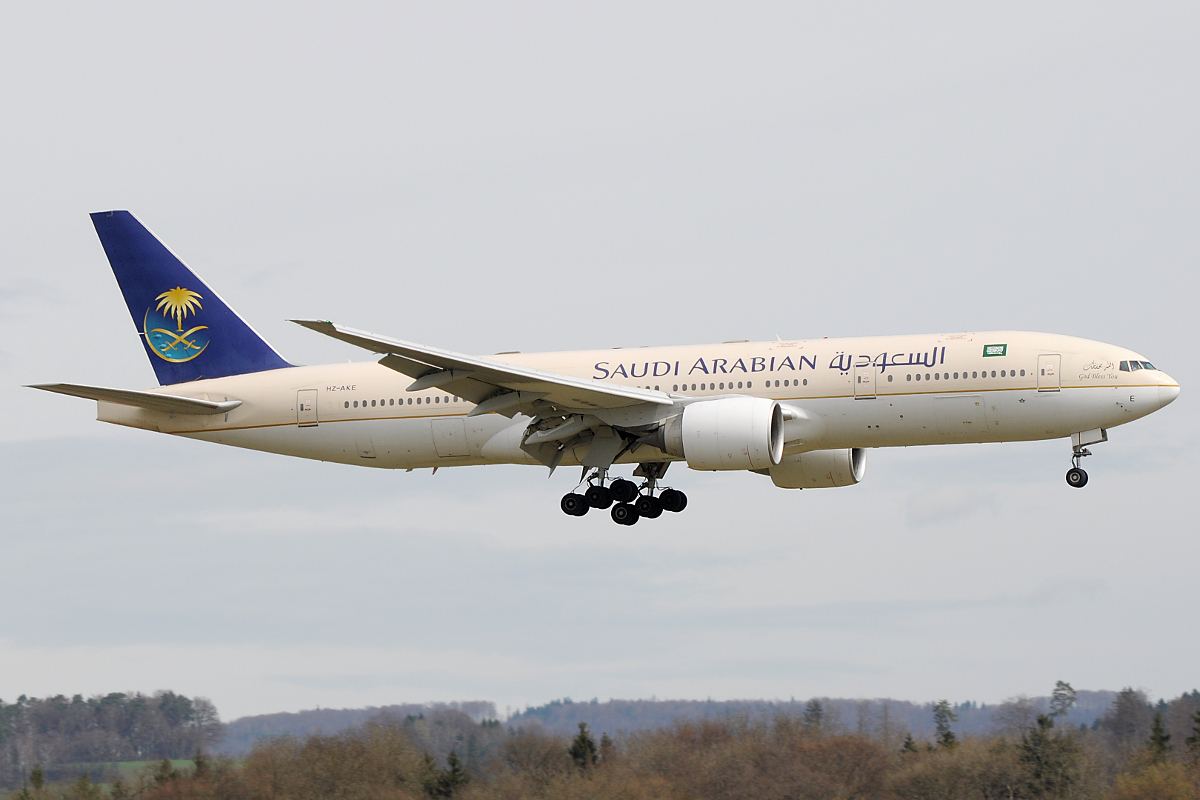
Boeing 777-200ER авіакомпанії Saudi Arabian Airlines в заході на посадку в цюріхському аеропорту Клотен (Швейцарія)

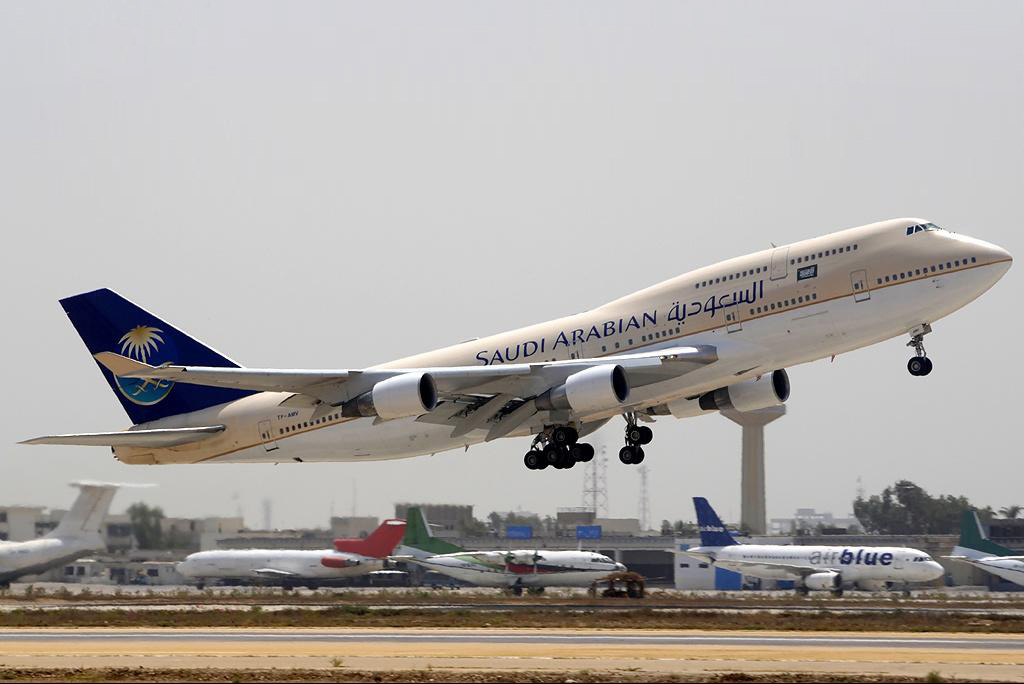
Boeing 747-412 на зльоту з міжнародного аеропорту Джина (Карачі, Пакистан)

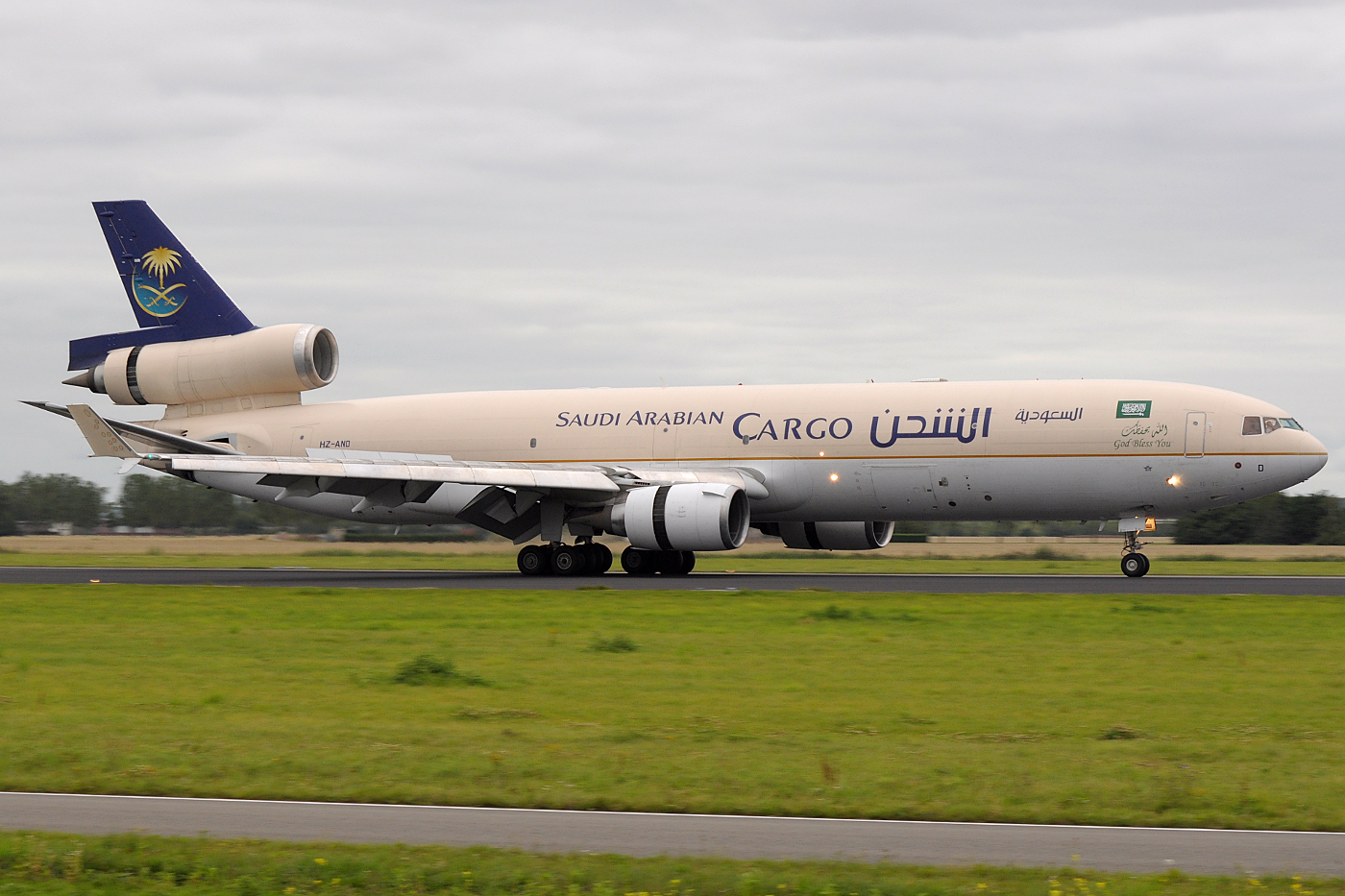
McDonnell-Douglas MD-11 вантажного підрозділу Saudi Arabian Cargo в амстердамському аеропорту Схіпхол (Нідерланди)

У серпні 2014 повітряний флот складали наступні літаки:
Пасажирські салони нових літаків Boeing 777-300ER будуть компонуватися в конфігурації 2-3-2 для бізнес-класу і 3-4-3 для економічного класу, а самі лайнери компанія планує використовувати на рейсах середньої протяжності.

### Спецпарк
Такі літаки використовуються Saudi Arabian Airlines для здійснення VIP-перевезень, приватних і спеціальних рейсів:
- 6 Beechcraft Bonanza — тренувальні
- 2 Dassault Falcon 900 — VIP
- 2 Dassault Falcon 7X — чартери
- 6 Gulfstream IV — VIP
- 6 Hawker 400XP — VIP

Крім того, кілька літаків C-130 Королівських військово-повітряних сил, які працюють за контрактами в Європі, пофарбовані в кольори авіакомпанії Saudi Arabian Airlines з метою неявній реклами комерційного авіаперевізника.

## Сервіс на борту
Авіакомпанія випускає щомісячний бортовий журнал «Ahlan Wasahlan» (араб. أهلاً وسهل, «Добрий день і ласкаво просимо»).
Відповідно ісламськими заборонами на всіх рейсах авіакомпанії пасажирам не пропонуються страви зі свинини і алкогольні напої.

## Авіаподії і нещасні випадки
- 25 вересня 1959 року. Літак Douglas DC-4 (реєстраційний HZ-AAF) розбився незабаром після зльоту з аеропорту Джидди. Причиною інциденту стала помилка пілота, який допустив звалювання літака. Всі 72 людини (67 пасажирів і 5 членів екіпажу), що знаходилися на борту, вижили[17].
- 9 лютого 1968 року. В процесі ремонту літак Douglas C-47 (реєстраційний HZ-AAE пошкоджений невідомими і згодом був списаний[18].
- 10 листопада 1970 року. Літак Douglas DC-3, що виконував регулярний рейс з аеропорту Амман (Йорданія) в міжнародний аеропорт імені короля Халіда (Ер-Ріяд), був захоплений терористами і викрадений в аеропорт Дамаска (Сирія)[19].
- 19 серпня 1980 року. Лайнер Lockheed L-1011-200 TriStar, що обслуговував регулярний маршрут 163 Карачі-Ер-Ріяд-Джидда, був повністю знищений в результаті виниклої пожежі у вантажному відсіку і наступною помилкою пілота при заході на посадку в аеропорту Ер-Ріяда. Загинули всі на борту (301 чоловік).

- 23 грудня 1980 року. У кабіні літака Lockheed L-1011-200 TriStar, що прямував регулярним рейсом 162 з Дахрана в Карачі, сталася вибухова декомпресія. У утворилося у фюзеляжі отвір було викинуто два пасажира, салон піддався розгерметизації[20].

- 12 листопада 1996 року. Boeing 747-168B (реєстраційний HZ-AIH), який прямував регулярним рейсом SVA-763 з Делі в Джидду, зіткнувся незабаром після зльоту з аеропорту Делі з вантажним літаком Іл-76 авіакомпанії Kazakstan Airlines, що завершував рейс KZA-1907 з Шимкента. Загинуло 349 осіб на обох лайнерах. Ця катастрофа є найважчою серед усіх відбувалися зіткнень в повітрі.

- 23 серпня 2001 року. Літак Boeing 747-368 (реєстраційний HZ-AIO) після виконання прогону двигунів в міжнародному аеропорту Куала-Лумпура (Малайзія) мав бути відбуксований до пасажирського терміналу для прийняття на борт пасажирів та повернення в Саудівську Аравію. У процесі буксирування виявилися факти неефективного гальмування і некерованості передньою опорою шасі. Літак продовжив рух за інерцією і впав носовою частиною в дренажну канаву. З шести членів екіпажу на борту ніхто не постраждав[21].
- 8 вересня 2005 року. Екіпаж Boeing 747, що виконував рейс з Коломбо в Джидду з 420 пасажирами на борту (головним чином, найманими робітниками, які летіли в Саудівську Аравію), отримав повідомлення про закладений на борту літака вибуховий пристрій. Лайнер був розвернутий і посаджений в аеропорту вильоту. Під час евакуації серед пасажирів виникла паніка і тиснява, в результаті якої загинула жінка — громадянка Шрі-Ланки, 62 людини дістали поранення різного ступеня тяжкості, 17 осіб були госпіталізовані[22].
- 25 травня 2008 року. Літак Boeing 747-357, що прямував регулярним рейсом SV-806 з міжнародного аеропорту імені принца Мухаммеда Бін Абдул Азіза (Медіна), здійснив аварійну посадку в міжнародному аеропорту Зія. При заході на посадку, диспетчер повідомив з контрольної вежі про візуальне спостереження вогню на правому півкрилі, а потім і про пожежу в третьому двигуні. Екіпаж активував протипожежну систему та зупинив усі двигуни. Внаслідок жорсткої посадки кілька людей на борту дістали незначні забої, літак згодом був списаний[23][24].
- 8 травня 2009 року. Лайнер MD-90-30 (реєстраційний HZ-APW), який прямував перегоночним рейсом з Джидди в Руанду, при посадці на злітно-посадкову смугу 15L аеропорту призначення викотився за межі ЗПС на піщаний ґрунт, в результаті чого склалася стійка основного шасі і ліва консолі крила отримала значні пошкодження[25].
- 5 січня 2014 року. Літак 767-300ER, який прямував з іранського міста Мешхеда, здійснив екстрену посадку в міжнародному аеропорту імені принца Мухаммеда Бін Абдул Азіза. В результаті події постраждали 29 осіб, з них 11 знадобилася госпіталізація. З відеозаписів, опублікованих в інтернеті, видно, що літак зайшов на посадку без випущених шасі.[26][27]